# Williamson (Illinois)
Williamson – wieś w Stanach Zjednoczonych, w stanie Illinois, w hrabstwie Madison.